# Benedykt Suchecki
Benedykt Suchecki (ur. 13 kwietnia 1945 w Karnicach, zm. 4 listopada 2024) – polski polityk i samorządowiec, poseł na Sejm IV kadencji.

## Życiorys
Był synem Jana i Eugenii. W 1971 ukończył studia na Wydziale Techniki Uniwersytetu Śląskiego. Przewodniczył zarządom gminnym kolejno Związku Młodzieży Wiejskiej i Związku Socjalistycznej Młodzieży Polskiej w Puszczy Mariańskiej. Był członkiem Polskiej Zjednoczonej Partii Robotniczej od 1969 aż do rozwiązania partii. W 1973 zasiadł w jej komitecie gminnym. Od 1981 do 1986 zasiadał w Komitecie Centralnym PZPR, następnie do 1989 był sekretarzem komitetu wojewódzkiego partii w Skierniewicach (którego członkiem był od 1981).
W latach 1965–1979 pracował jako nauczyciel i dyrektor szkoły w Puszczy Mariańskiej. Od 1979 piastował kierownicze stanowiska w spółdzielniach rolnych. Zasiadał również w Gminnej Radzie Narodowej w Puszczy Mariańskiej i Wojewódzkiej Radzie Narodowej w Skierniewicach (jako wiceprzewodniczący tej ostatniej). W pierwszej połowie lat 90. prowadził własną działalność gospodarczą. W latach 1994–2001 pełnił funkcję wójta gminy Puszcza Mariańska, od 1998 był także radnym powiatu żyrardowskiego.
W wyborach parlamentarnych w 1997 bez powodzenia kandydował do Sejmu z ramienia Sojuszu Lewicy Demokratycznej w okręgu skierniewickim. Od 2001 do 2005 sprawował mandat posła na Sejm IV kadencji z okręgu płockiego. W wyborach w 2005 bez powodzenia ubiegał się o reelekcję. W wyborach w 2006 i w 2010 bezskutecznie kandydował w wyborach do rady powiatu. Należał do władz krajowych SLD.